# Ngwane V.
Ngwane V. (* 1876; † 10. Dezember 1899) war von Februar 1895 bis zu seinem Tode König von Swasiland, dem heutigen Eswatini. Er wird manchmal auch als König Bhunu bezeichnet.
Die kurze Regentschaft von Ngwane V. war durch fortlaufende Spannungen gekennzeichnet, die in den Krieg zwischen dem Vereinigten Königreich und den Buren aus Transvaal und dem Oranje-Freistaat mündeten.
Der König wurde für seine angebliche Teilnahme an der Ermordung des Häuptlings Indvuna Mbhabha Nsibandze vor Gericht gestellt. Er wurde freigesprochen, ihm wurde aber eine hohe Geldstrafe auferlegt, da er öffentliche Unruhen zugelassen habe. Zudem musste er die Verfahrenskosten tragen.
Ngwane V. starb völlig überraschend während der heiligen Incwala-Zeremonie im Alter von nur 23 Jahren. Sein Tod wurde bis zum Ende der Zeremonie geheim gehalten.